# Pegognaga
Pegognaga és un municipi situat al territori de la província de Màntua, a la regió de la Llombardia, (Itàlia).
Pegognaga limita amb els municipis de Gonzaga, Moglia, Motteggiana, San Benedetto Po i Suzzara.
Pertanyen al municipi les frazioni de Galvagnina, Polesine i Sacca

## Galeria

Localització de Pegognaga a la província de Màntua